# Eckhard Herholz
Eckhard Herholz (* 26. Juni 1946 in Theißen, Kr. Zeitz) ist ein deutscher Sportreporter.

## Leben
Herholz machte 1965 an der „Geschwister Scholl-Oberschule“ in Zeitz sein Abitur und studierte danach vier Semester Verfahrenstechnik an der Bergakademie Freiberg (Sachsen). Danach begann er ein Studium an der Deutschen Hochschule für Körperkultur (DHfK) in Leipzig, welches er 1971 abschloss, mit dem Diplom als Fachlehrer für Körperkultur und Biologie sowie als Kunstturntrainer.
Nach fünf Jahren als Lehrer in Merseburg und Halle-Neustadt wechselte er 1976 zum damaligen Deutschen Turn- und Sportbund (DTSB) und wirkte als Bezirkstrainer Halle/Magdeburg in der 1. Förderstufe. Er war verantwortlich für Talentsichtung und -auswahl junger Gerätturner, die dem damaligen Leistungszentrum in Halle / Sa., dem SC Chemie Halle, zugeführt wurde. Gleichzeitig forschte er als außerplanmäßiger Aspirant auf dem Gebiet der koordinativen Fähigkeiten der Sportart Gerätturnen und entwickelte Ausbildungsprogramme. Deren Inhalte gerieten in Konflikt mit dem Deutschen Turn-Verband der DDR (DTV).
Als Folge dessen und aus Protest kündigte Herholz vor Verteidigung seiner Dissertation und wechselte 1981 zum DDR-Fernsehen (später: Deutscher Fernsehfunk, DFF). Hier machte er sich einen Namen als Turn-Reporter, übernahm in Folge auch die Sportart Ringen, später auch Bob und Rennschlitten. Vor der Kamera stand er zunächst in Halbzeit-Sendungen und ab Mitte der 80er Jahre auch in der DFF-Hauptsendung „Sport aktuell (DDR)“. In Erinnerung sind seine Tagesmoderationen im „Friedensfahrt-Studio“ geblieben. Für seine Reportage vom Olympiasieg Olaf Ludwigs (Seoul 1988) erhielt er den Journalistenpreis. In den letzten Monaten des Deutschen Fernsehfunks hatte er nach persönlichem Rückzug von DDR-Reporterlegende Heinz Florian Oertel auch dessen einstige Domäne, das Eiskunstlaufen, übernommen und kooperierte z. B. bei den Europameisterschaften 1990 in Leningrad am Mikrofon mit den Österreichern Emmerich Danzer und Ingrid Wendl.
Am 30. September 1990 holte der damalige Sportchef des ZDF, Karl Senne, Eckhard Herholz nach Mainz, wo er für das ZDF und 3sat aus der Münchener Olympiahalle den ersten Sportwettkampf einer wiedervereinten deutschen Mannschaft kommentierte. Herholz war somit der erste Ost-Reporter, der zur politischen Wende im Westen nahtlos weiter arbeiten konnte.
Zuvor war er schon im August 1990 per Tandem-Sprung mit dem bundesdeutschen Ex-Turn-Weltmeister Eberhard Gienger und dem DDR-Olympiasieger von München (1972), Klaus Köste, per Fallschirm in eine 2-Stunden-Live-Sendung des DFF mit dem Titel „One and One is One“ gesprungen, die die Vereinigung der beiden deutschen Turnverbände – als erste im deutschen Sport – symbolisieren.
Neben seinem jungen Kollegen Wilfried Hark (ebenfalls DFF, später NDR) war er der einzige Ex-Ostreporter, der von den ersten Olympischen Spielen des wiedervereinten Deutschlands aus Albertville (Eisschnelllauf) berichtete. So kommentierte Eckhard Herholz mit Co-Kommentator Erhard Keller (München) am 9. Februar 1992 auch die erste olympische Goldmedaille für Deutschland: Gunda Niemann über 3000 m auf der Freiluft-Kunsteisbahn des temporären Parc Olympique. Im Sommer 1992 berichtete Eckhard Herholz von den Olympischen Spielen aus Barcelona, vom Turnen und der Rhythmischen Gymnastik.
Bis 1994 blieb Herholz beim ZDF in Mainz. Als der Deutsche Turner-Bund (DTB) 1994 seine Fernsehrechte an das Deutsche Sportfernsehen (DSF) verkaufte, folgte der Experte seiner Disziplin und sendete die folgenden vier Jahre hunderte Stunden von Ereignissen des Kunstturnens, der Rhythmischen Gymnastik, des Trampolinturnens beim damaligen DSF.
Als sich Leo Kirch Mitte der 1990er Jahre noch stärker der Entwicklung des Bezahlfernsehens zuwandte (DF 1), trennte sich der Privatsender kurzerhand wieder vom Turnen, vom Boxen, z. T. auch von der Leichtathletik.
Dies war der Neuanfang von Herholz als freier Journalist und Publizist, der nun nur noch sporadisch fürs ZDF kommentierte. Gemeinsam mit der Berliner Journalistin Sonja Schmeißer gründete er 1997 die Agentur GYMmedia. Gemeinsam mit dem Journalisten Andreas Götze publizierte Herholz 1992 die erste gesamtdeutsche Turnstatistik seit 1898 („Das Turnjahrhundert der Deutschen“).
Herholz ist auch als Medienberater tätig. So betreut er den 2004 in der Olympiavorbereitung auf Athen schwer gestürzten und seither im Rollstuhl sitzenden Ex-Turner der deutschen Nationalmannschaft Ronny Ziesmer (Cottbus).